# Schackets historia

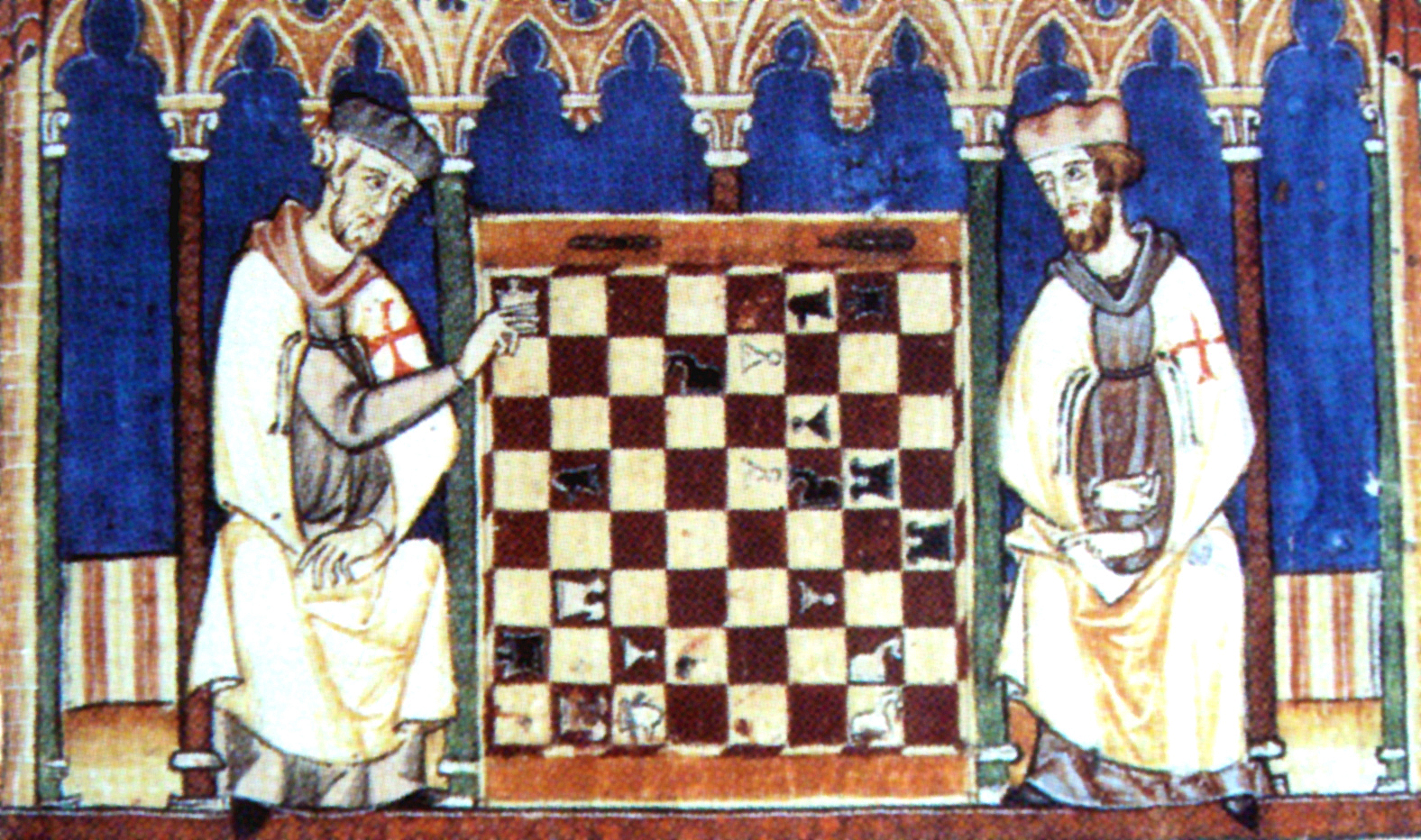
Tempelriddare som spelar schack, Libro de los juegos, 1283

Schackets historia sträcker sig över cirka 1500 år. De äldsta nedtecknade partierna är över 1000 år gamla och man har spelat (i stort sett) enligt de nuvarande reglerna i över 500 år. 
De tidigaste föregångarna till schack uppstod i Indien på 500-talet. Därifrån spred det sig till Persien. Med den muslimska erövringen av Persien blev schacket introducerat i arabvärlden och därifrån fördes det vidare till Europa. I Europa utvecklades det till sin nuvarande form på 1400-talet. Under andra halvan av 1800-talet började man spela schackturneringar. Det första officiella världsmästerskapet hölls 1886. Under 1900-talet gjordes stora framsteg inom schacket på flera fronter, schackteorin utvecklades kraftigt, världsschackförbundet FIDE bildades och schackdatorer utvecklades.

## Ursprunget i Asien
Det anses klart att föregångare till schack uppstod i Asien, men det finns inga skriftliga källor eller andra fynd som visar exakt var och när det skedde. De flesta forskare placerar ursprunget i Indien runt 500-talet.

### Indien

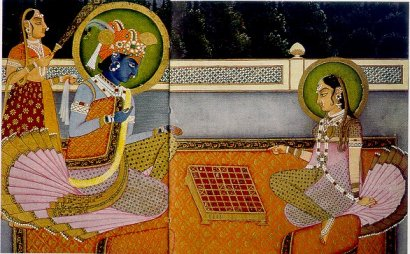
Krishna och Radha spelar chaturanga

Den äldsta kända föregångaren till dagens schack är chaturanga som spelades i Guptariket i norra Indien på 500-talet. Chaturanga hade stora likheter med dagens schack. Det var ett krigsspel där pjäserna symboliserade olika truppslag i den indiska armén. En del pjäser hade andra namn och rörelsemönster. Damen hette rådgivaren och var en svagare pjäs som kunde gå ett steg diagonalt. Löparen var en elefant som bara kunde gå två steg diagonalt (och alltså bara nå ett fåtal fält på brädet). Tornet var en vagn. 
Chaturanga spelades på ett bräde med 8 x 8 rutor som kallades ashtapada. Brädet var dock inte schackrutigt – det blev det senare i Europa.

### Kina
Den kinesiska varianten av schack (xiangqi) spelades också mycket tidigt och tros ha utvecklats från chaturanga. En del har hävdat att xiangqi är äldre och en föregångare till chaturanga, men det finns inga klara belägg för detta och xiangqi har flera skillnader jämfört med modernt schack. 
Pjäserna placeras inte på rutor, utan i skärningspunkterna i ett rutnät med 9 x 10 linjer. På det sättet verkar xiangqi vara influerat av äldre kinesiska brädspel som go. 
Det finns också en flod i mitten av brädet som delar det i två delar och en fästning som kejsaren (kungen) och rådgivaren (damen) inte får röra sig utanför.

### Andra länder i Asien
Från Kina kom spelet till Japan där det utvecklades till dagens shogi.
Det finns också lokala varianter av schack som härstammar från chaturanga eller xiangqi i flera andra asiatiska länder. Det thailändska schacket (makruk) anses vara det som är närmast det ursprungliga chaturanga.

## Spridning västerut

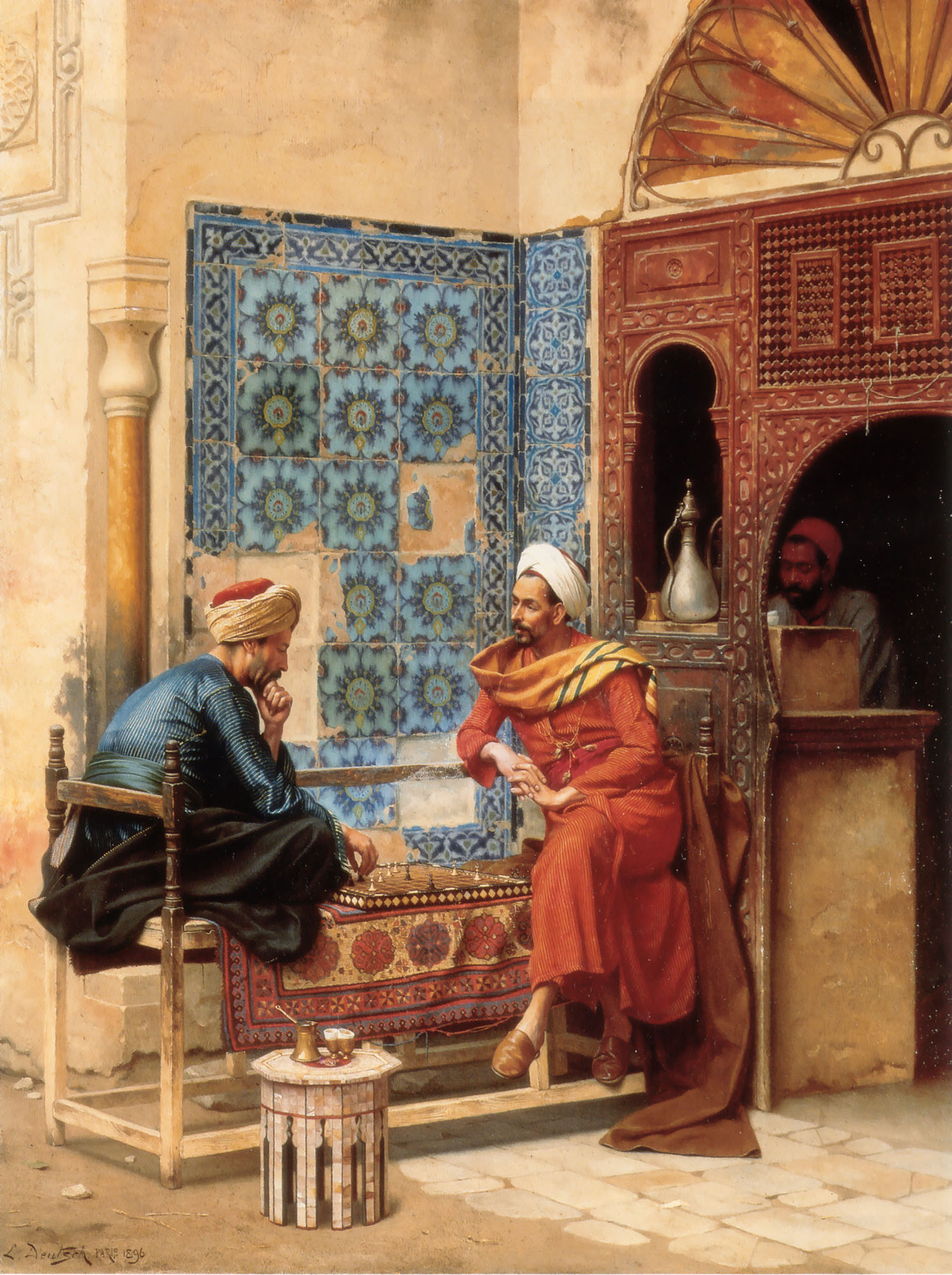
Schackparti mellan Tha'ālibī and Bakhazari (målning av Ludwig Deutsch från 1896)

Det moderna schackspelet har sina rötter i spridningen av spelet västerut från Indien. Det skedde bland annat via sidenvägen. De äldsta påträffade pjäserna, som med säkerhet är schackpjäser, hittades 1977 i Afrasiab nära Samarkand i nuvarande Uzbekistan. De är tillverkade i elfenben och daterade till runt år 700.

### Persien
Schack nådde Persien under Sasaniddynastin. Där fick spelet hög status och namnet chatrang.
I den persiska handskriften Shahnameh (Kungarnas bok) från runt år 1000 finns en historia om hur en utsänd från Rajan av Hind (kungen av Indien) besöker det persiska hovet och överlämnar ett schackspel till Khosrau I.
Själva namnet schack härstammar från shah som är det persiska ordet för kung.
Schackmatt kommer från "shāh māt" som betyder ungefär "kungen är hjälplös".
Det engelska ordet för torn (rook) kommer också från det persiska ordet för stridstorn (rokh).

### Arabvärlden
Med den muslimska erövringen av Persien i mitten av 600-talet kom spelet till arabvärlden. Namnet ändrades till shatranj. 
Från den muslimska världen finns de äldsta skriftliga källorna om schack. Namnen på starka spelare från 800- och 900-talet är kända, det finns schackproblem från 800-talet och det äldsta nedtecknade schackpartiet är från 900-talet.

### Europa
Från arabvärlden fördes spelet vidare till Europa på flera olika vägar från 800-talet.
Med den moriska erövringen kom det till Spanien, via det Bysantinska riket spreds det till sydöstra Europa och på vikingarnas handelsvägar på Volga nådde schacket Ryssland varifrån det spreds vidare till Skandinavien.
Schack nämns för första gången i skrift i Europa i Versus de scachis, en dikt på latin från slutet av 900-talet som förvaras i klostret i Einsiedeln i Schweiz.

## Medeltiden i Europa

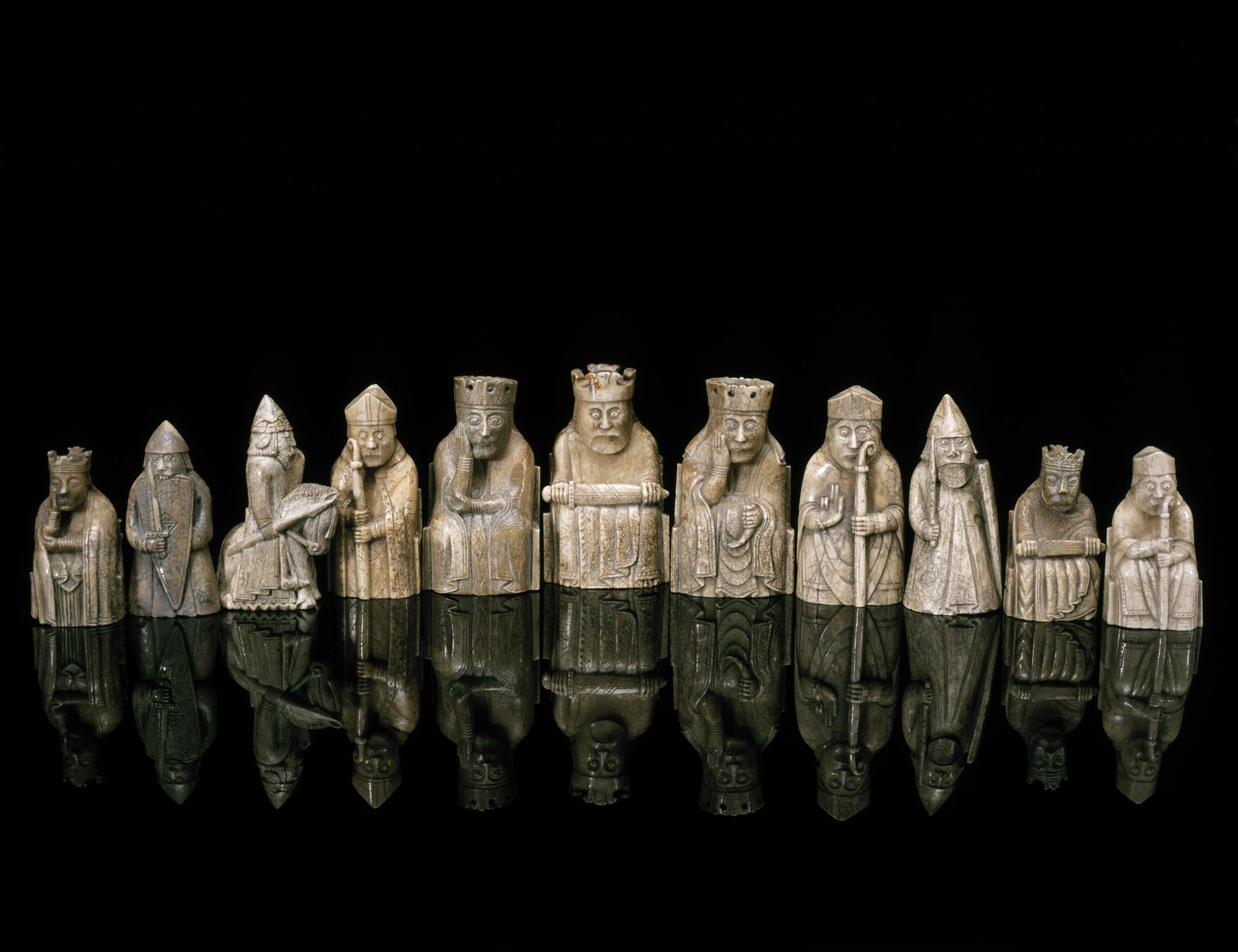
Lewispjäserna från 1100-talet, påträffade på ön Lewis i Skottland

Schack blev populärt bland de europeiska hoven under medeltiden, trots att det periodvis fördömdes av den katolska kyrkan. Det blev det "kungliga spelet".
I Disciplina clericalis från början av 1100-talet beskriver Petrus Alfonsi schack som en av de sju färdigheter en riddare förväntades besitta. De övriga var ridning, simning, bågskytte, boxning, falkenering och poesi.
Brädet blev schackrutigt och vackert snidade pjäser började tillverkas. Bland de äldsta och mest kända bevarade finns Lewispjäserna, en grupp som hittades 1831 på ön Lewis i Yttre Hebriderna. De är tillverkade av valrosselfenben, troligen på 1100-talet i Norge.
Under medeltiden förekommer schack i många böcker och dikter. En av de mest kända är Libro de los juegos, en handskrift beställd av den spanske kungen Alfons X av Kastilien och fullbordad 1283. Ett annat viktigt medeltida verk är den samling av schackbaserade moralpredikningar som munken Jacobus Cessolis skrev runt år 1300 (Liber de moribus hominum et officiis nobilium sive super ludo scacchorum). Den blev föremål för många översättningar, omarbetningar och plagiat. I svensk litteratur nämns schack för första gången i Erikskrönikan, skriven runt 1320.

### Nya namn och utseenden på pjäserna
I den muslimska världen hade pjäserna varit icke-figurativa men i Europa fick de nya namn och utseenden. Rådgivaren blev en dam eller drottning. Löparens utseende tolkades på olika sätt – i Frankrike blev det en narr (fou), i England en biskop (bishop) och i Spanien heter det alfil (från det arabiska fil, elefant). 
| Svenska  | kung        | dam             | torn            | löpare        | springare          | bonde             |
| -------- | ----------- | --------------- | --------------- | ------------- | ------------------ | ----------------- |
| Engelska | king kung   | queen drottning | rook            | bishop biskop | knight riddare     | pawn              |
| Tyska    | König kung  | Dame dam        | Turm torn       | Läufer löpare | Springer springare | Bauer bonde       |
| Franska  | roi kung    | dame dam        | tour torn       | fou narr      | cavalier ryttare   | pion              |
| Spanska  | rey kung    | dama dam        | torre torn      | alfil         | caballo häst       | peón              |
| Ryska    | korol' kung | ferz' vesir     | ladya båt       | slon elefant  | kon' häst          | peshka'           |
| Hindi    | rājā kung   | vazīr vesir     | hāthī elefant   | ūṁṭ kamel     | ghoṛā häst         | pyādā infanterist |
| Arabiska | malik kung  | wazïr vesir     | rukhkh fästning | fīl elefant   | ħiṣān häst         | baidaq            |

### Moderna regler

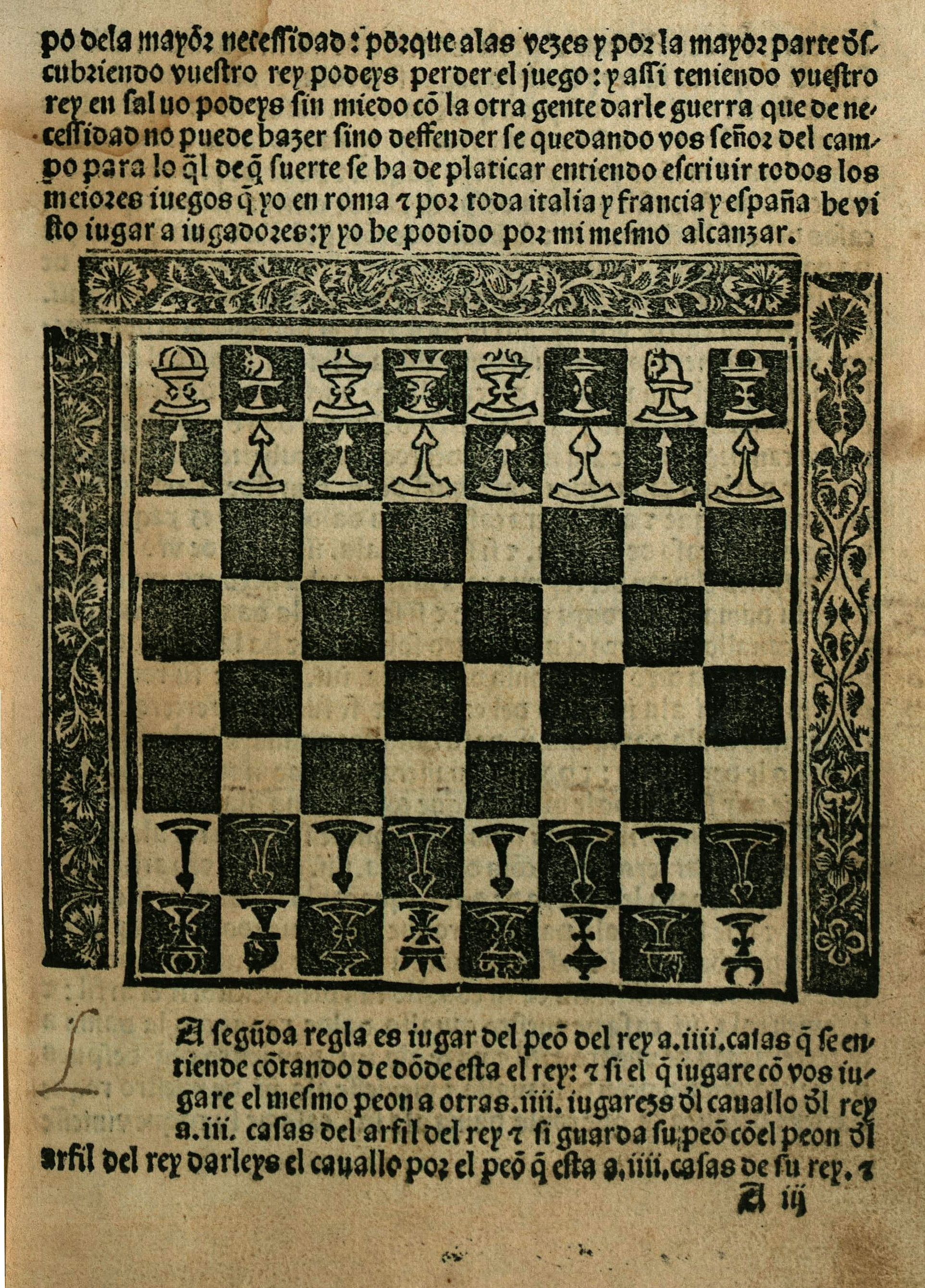
Repetición de Amores y Arte de Ajedrez av Luis Ramírez de Lucena från 1497

Under schackets resa från Indien till Persien och arabvärlden, var spelet ganska oförändrat. Under medeltiden gjordes dock flera ändringar av reglerna i Europa, framför allt för att snabba på det tidigare ganska långsamma spelet.
Bönderna fick flytta två rutor i första draget vilket också ledde till en passant-regeln.
Kungen kunde också röra sig på olika sätt i sitt första drag för att snabbare komma i säkerhet, Detta ledde så småningom till rockaden där reglerna till att börja med varierade mellan olika länder och inte standardiserades helt förrän på 1600-talet.
De viktigaste förändringarna ägde rum i Sydeuropa, troligen i Spanien, under andra halvan av 1400-talet när damen och löparen fick nya rörelsemönster. Det ledde till en helt ny typ av spel där damen blev en mycket kraftfull pjäs. Det kallades scacchi alla rabiosa, den galna kvinnans schack, och blev snabbt populärt.
Tidigare hade det ofta dröjt in i mittspelet innan kampen började på riktigt men med det nya, snabbare spelet blev det viktigare att studera öppningar och spelöppningsteorin började utvecklas. De äldsta bevarade skrifterna om detta är Göttingenmanuskriptet och den första tryckta schackboken av spanjoren Luis Ramírez de Lucena från 1497.
I och med dessa ändringar hade spelet i huvudsak fått sina nuvarande regler även om vissa lokala variationer levde kvar för bland annat patt-regeln ända fram till 1800-talet.

## Tidigmoderna tiden

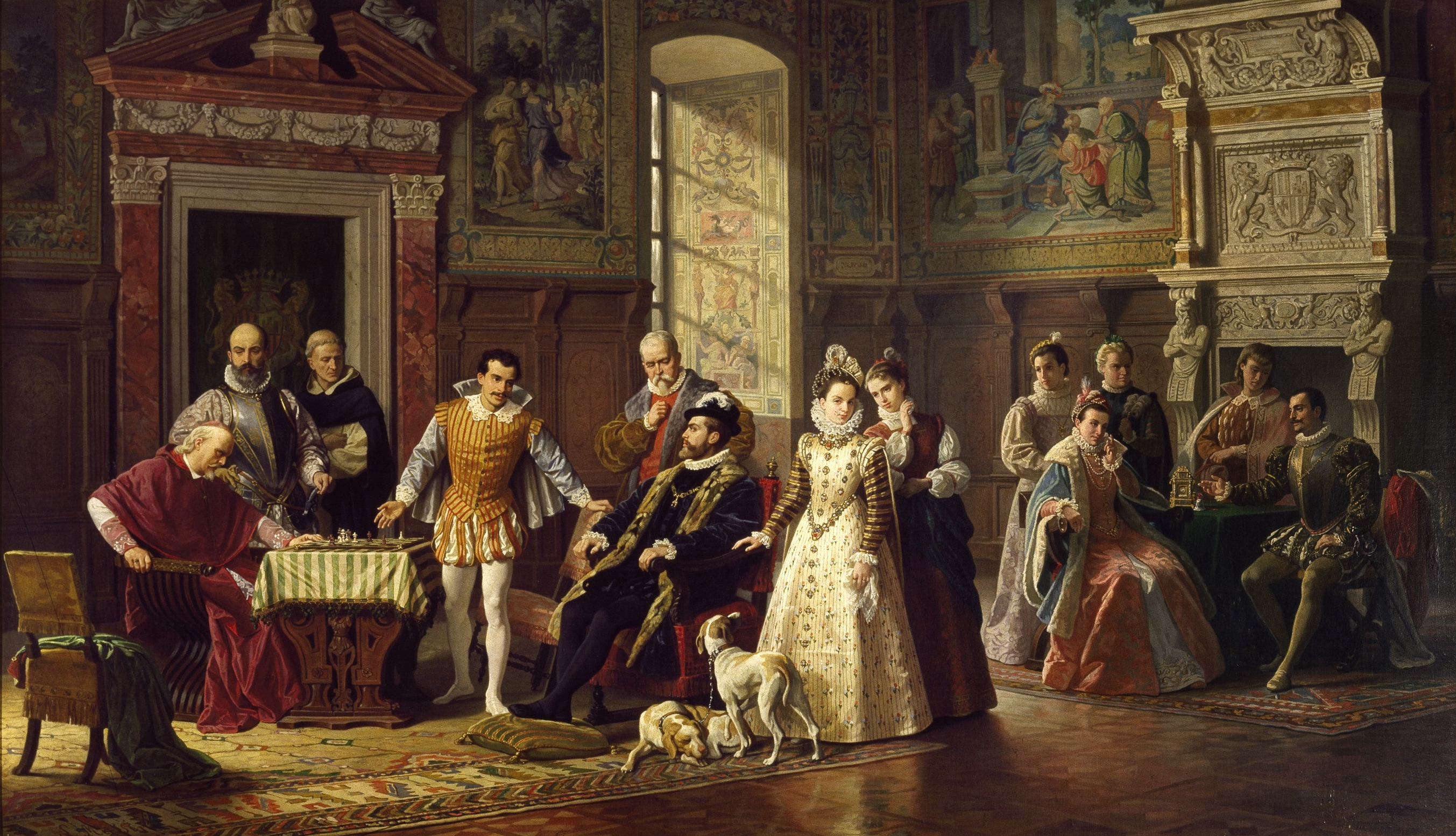
Ruy López och Leonardo da Cutri spelar vid turneringen i Madrid 1575 under överseende av kung Filip II av Spanien (målning av Luigi Mussini från 1883).

Runt år 1500 fanns de ledande spelarna på Iberiska halvön och i Italien. Lucenas bok från 1497 följdes av andra verk. Portugisen Pedro Damiano gav ut Questo libro e da imparare giocare a scachi et de li partiti i Italien 1512. Den spanske prästen Ruy López de Segura, som gett namn åt spanskt parti, publicerade Libro de la Invencion liberal y Arte del juego del Axedrez 1561.
1575 spelades den första internationella turneringen vid hovet i Madrid där italienarna Leonardo da Cutri och Paolo Boi placerade sig före spanjorerna Ruy López och Alfonso Cerón.
Italien fortsatte att utveckla schackteorin och dominera spelet under 1600-talet med spelare som Giulio Cesare Polerio, Alessandro Salvio, Pietro Carrera och Gioacchino Greco. Öppningsnamn som italienskt parti och sicilianskt parti kommer från den här tiden. Greco var den ledande spelaren i början av 1600-talet och publicerade en samling, förmodligen konstruerade, partier som fick ett stort inflytande.
På 1700-talet försköts tyngdpunkten för schackspelet från Sydeuropa till Frankrike. Den förste starke spelaren var Legall de Kermeur som dock snart överglänstes av sin elev François-André Danican Philidor som blev den dominerande spelaren under en stor del av 1700-talet. Philidor, som också var kompositör, publicerade 1749 Analyse du jeu des Échecs som var det viktigaste verket sen Grecos tid och kom ut i fler än 100 utgåvor.
Vid den här tiden ägde mycket av spelet rum på caféer och den viktigaste mötesplatsen var Café de la Régence i Paris. Här samlades inte bara de ledande schackspelarna som Philidor och hans efterträdare utan även många av upplysningstidens kulturpersonligheter som Voltaire, Jean-Jacques Rousseau och Denis Diderot samt personer som Benjamin Franklin, Robespierre och Napoleon.

## Framväxten av det moderna tävlingsspelet
I början av 1800-talet dominerade fortfarande caféschacket. Man spelade om pengar och intäkterna var en viktig, eller till och med enda, inkomst för starka spelare. Det var vanligt med förgåva, det vill säga att den bättre spelaren spelade utan en eller flera pjäser, eller att den svagare spelaren fick börja med flera drag. Philidors arvtagare Alexandre Deschapelles var känd för att aldrig spela på lika villkor utan bara med någon form av handikapp för att inte riskera sitt rykte som tidens främste. Diverse fantasifulla upplägg förekom, som dam mot åtta bönder eller torn för två bönder och drag.
De ledande spelarna fanns i Paris och London. I Paris samlades man fortfarande på Cafe de la Régence och de ledande spelarna var Deschapelles, Louis de La Bourdonnais, och Pierre de Saint-Amant.
I London spelade man på bland annat Slaughter's Coffee House och senare på Simpson's Divan. Jacob Sarratt, William Lewis, John Cochrane och Howard Staunton tillhörde de mest kända britterna.
Även i Stockholm spelade man caféschack; den äldsta kända samlingsplatsen är Maja Lisas kaffehus där man spelade på 1780-talet.
Spelet blev dock gradvis mer organiserat och schackklubbar bildades. Ett fåtal klubbar hade startats redan på 1700-talet i London och Paris, men nu blev de vanligare och etablerades i de flesta större städer. Den äldsta som fortfarande är aktiv lär vara Schachgesellschaft Zürich från 1809.
Den första svenska schackklubben var Stockholms Schack-Sällskap som grundades 1835. Den blev dock kortvarig och den nuvarande versionen av Stockholms Schacksällskap är från 1866.
Hovpredikanten Carl Edmund Wenström beskrev i sina memoarer verksamheten hos det äldre sällskapet i mitten av 1800-talet: ”Lokalen omväxlade, men för längsta tiden var den inom Storkyrkoförsamlingen, vanligen i grannskapet av något schweizeri. Kopiöst med tobak konsumerades under de djupsinniga funderingarna, men sällan mer än ett glas punsch per man, eller en kopp thé, på aftonen. Där höllos s. k. torneringar och tävlingspris, då hela sällskapet delade sig i tvenne partier och insatserna voro frivilliga”.

### Internationella matcher och turneringar

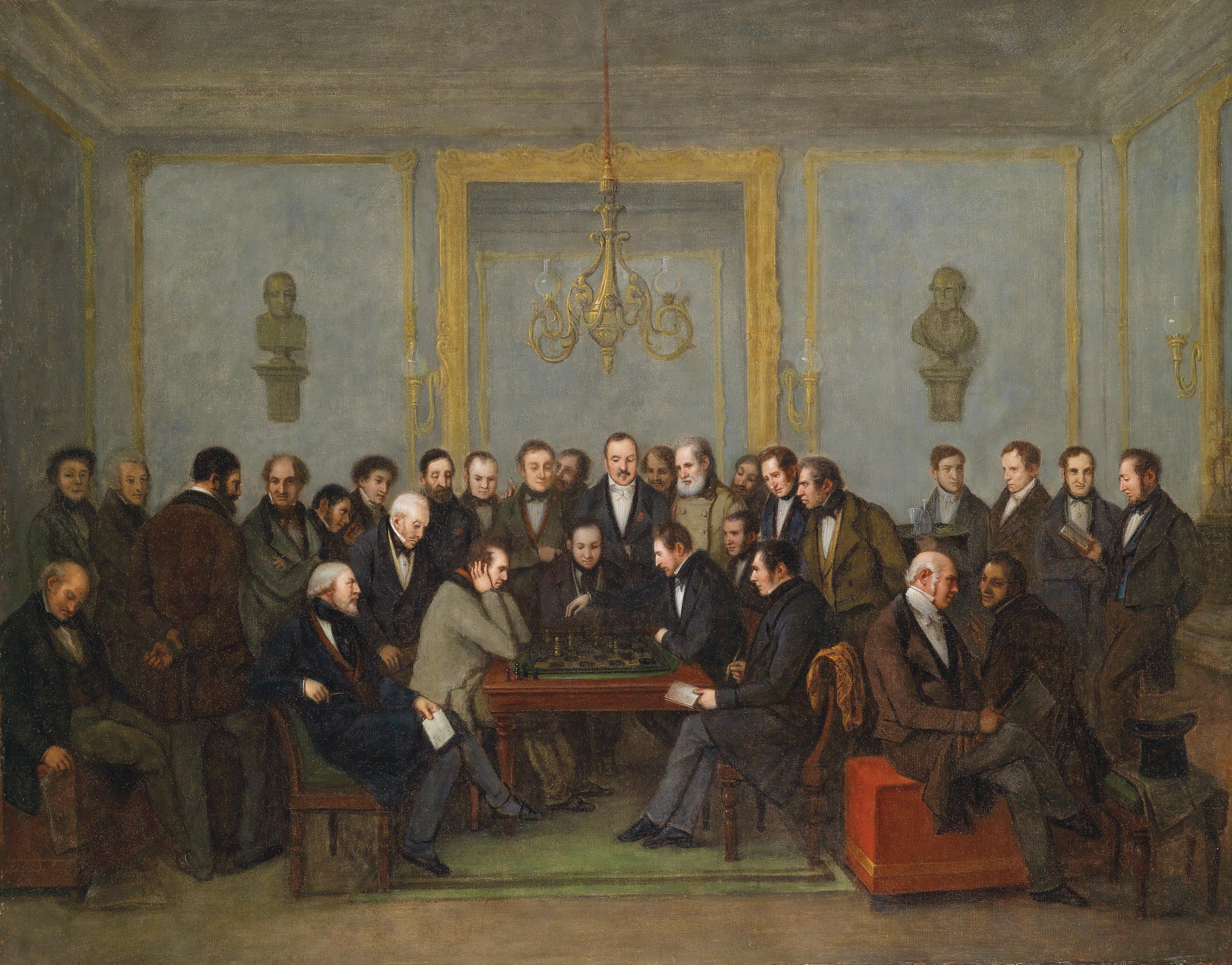
Matchen mellan Howard Staunton och Pierre de Saint-Amant på Café de la Régence 1843 (målning av Jean-Henri Marlet)

Den första seriösa, internationella matchen ägde rum i London 1834 mellan fransmannen Louis de La Bourdonnais och irländaren Alexander McDonnell. De spelade en serie av sex matcher med totalt 85 partier. Favoriten La Bourdonnais vann men matcherna var hårda och partierna väckte stort intresse. De ansågs ha hög kvalitet men med dagens mått mätt hade spelarna en bristande teknik.
Matchen följdes av andra, som i praktiken var om VM-titeln även om den inte existerande ännu. Pierre de Saint-Amant och Howard Staunton spelade två matcher 1843 där Saint-Amant vann den första och Staunton den andra. Staunton besegrade också tysken Bernard Horwitz i en match 1846.
Under 1840-talet gjordes också försök att arrangera en stor internationell turnering i bland annat Tyskland. Den första turneringen kom till stånd i London samtidigt som den stora Londonutställningen 1851 med Howard Staunton som drivande. Den samlade många av tidens främsta även om en del var förhindrade att resa. Segrade gjorde tysken Adolf Anderssen.
Turneringen bidrog till att etablera London som en huvudstad för schack och flera starka spelare bosatte sig senare där, bland dem Johann Löwenthal, Wilhelm Steinitz, Johannes Zukertort och Isidor Gunsberg.
1857 vann den unge Paul Morphy de första amerikanska mästerskapen. Han begav sig sedan till Europa där han klart besegrade allt motstånd, inklusive Anderssen (Staunton undvek att spela mot Morphy.) Efter att Morphy försvunnit från världsscenen lika plötsligt som han dykt upp, sågs Anderssen åter som den främste efter att han segrat vid en ny turnering i samband med den andra världsutställningen i London 1862.
Turneringen 1862 var en av de första där man spelade med tidsbegränsning, i det här fallet 24 drag på två timmar. Tiden togs med hjälp av timglas.
Tidigare hade det inte funnits några begränsningar vilket ledde till att vissa partier blev mycket långa. Det fanns exempel där en spelare hade tänkt flera timmar på ett enda drag.
Mekaniska klockor introducerades på 1880-talet och dessa blev gradvis bättre. Vid slutet av seklet kom en "kläpp" på klockorna som gjorde det lättare att se när tiden var slut.

### Världsmästartiteln

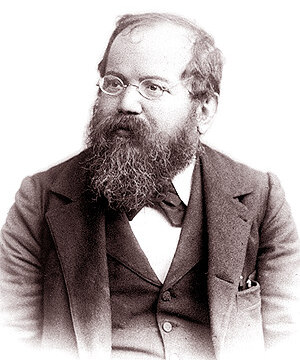
Den förste officielle världsmästaren Wilhelm Steinitz

Man hade pratat informellt om världsmästare i schack sen åtminstone 1840-talet. Wilhelm Steinitz besegrade Adolf Anderssen i en match 1866 och sågs då av många, inklusive Steinitz själv, som den främste i världen. Efter att Johannes Zukertort hade vunnit en stor turnering i London 1883, anordnades en match mellan Steinitz och Zukertort som brukar ses som den första officiella om VM-titeln. Matchen ägde rum i USA 1886 och vanns av Steinitz.
1894 besegrades Steinitz av Emanuel Lasker som höll titeln i inte mindre än 27 år. Lasker var också matematiker och hade långa perioder då han inte var aktiv som schackspelare. Vid den här tiden fanns inga regler för hur VM-matcherna skulle spelas. Spelare som ansåg sig kvalificerade utmanade världsmästaren och om han accepterade vidtog förhandlingar om villkoren för matchen.
Lasker tappade titeln 1921 till kubanen José Raúl Capablanca som i sin tur förlorade mot ryssen Alexander Aljechin 1927. Med undantag för ett avbrott 1935–37, då Max Euwe från Nederländerna var världsmästare, höll sen Aljechin titeln fram till sin död 1946.
Påfallande många av världsmästarna har varit judar och schack har kallats för en "judisk nationalsport". Utöver de två första (Steinitz och Lasker) har senare Michail Botvinnik, Michail Tal, Bobby Fischer och Garri Kasparov haft judiskt påbrå.

### Världsschackförbundet
Världsschackförbundet (FIDE) bildades i Paris 1924 i samband med en turnering som spelades där i anslutning till de olympiska spelen. 
FIDE hade till att börja med ingen roll i VM-matcherna men anordnade schackolympiader (en lagtävling för nationer) från 1927.
Sverige hade en storhetstid som schacknation på 1930-talet med "de tre musketörerna" Gideon Ståhlberg, Gösta Stoltz och Erik Lundin. Det resulterade bland annat i en tredjeplats i olympiaden 1933 och en andraplats 1935.

### Schackteorins utveckling
Från 1500-talet hade teorin för öppningsspelet, mittspelet, och slutspelet utvecklats gradvis.
Under 1700-talet var Philidor den mest inflytelserika teoretikern genom sin bok Analyse du jeu des Échecs från 1749. Han la stor vikt vid planering och att förutse motståndarens drag. Han betonade också böndernas betydelse för angreppet och är känd för att ha sagt att "bönderna är schackspelets själ".
Parallellt med Philidor fanns den så kallade Modenaskolan med de italienska mästarna Ercole del Rio, Giambattista Lolli och Domenico Ponziani. De propagerade i stället för snabb utveckling och kungsangrepp.
Tyskland låg länge efter Frankrike och England, men på 1830-talet växte Berlinerskolan fram med sju starka spelare som kallades plejaderna. Deras viktigaste bidrag var Handbuch des Schachspiels av Paul Rudolf von Bilguer och Tassilo von Heydebrand und der Lasa. Handboken kom ut i flera utgåvor från 1843 till 1916 och var speciellt viktig för spelöppningsteorin.
Under större delen av 1800-talet befann man sig fortfarande i den romantiska eran. Den kännetecknades av öppna spel, gambitar, offer och angreppsspel. Adolf Anderssen och Paul Morphy var typiska representanter. Wilhelm Steinitz spelade också på det sättet under början av sin karriär men vid turneringen i Wien 1873 bytte han stil och började spela mer positionellt eller strategiskt. I stället för snabba angrepp försökte han vinna partiet genom att ackumulera små fördelar.
Till en början var detta kontroversiellt och ansågs tråkigt, men mot slutet av 1800-talet hade idéerna blivit allmänt accepterade och vidareutvecklats av efterföljare som Siegbert Tarrasch och Emanuel Lasker. Det har blivit känt som den klassiska skolan. Spelstilen ledde också till ett uppsving för slutna spel som damgambit på bekostnad av romantiska öppningar som kungsgambit. 
På 1920-talet utmanades den klassiska skolan av hypermodernismen med förespråkare som Aaron Nimzowitsch, Richard Réti och Savielly Tartakower. En viktig idé de hade var att fälten i centrum inte omedelbart behövde besättas med bönder utan kunde kontrolleras på avstånd med springare och löpare. Det ledde till att de hypermoderna öppningarna blev populära, framför allt de indiska försvaren som fortfarande är mycket vanliga.

## Efterkrigstiden

### Sovjetunionens dominans

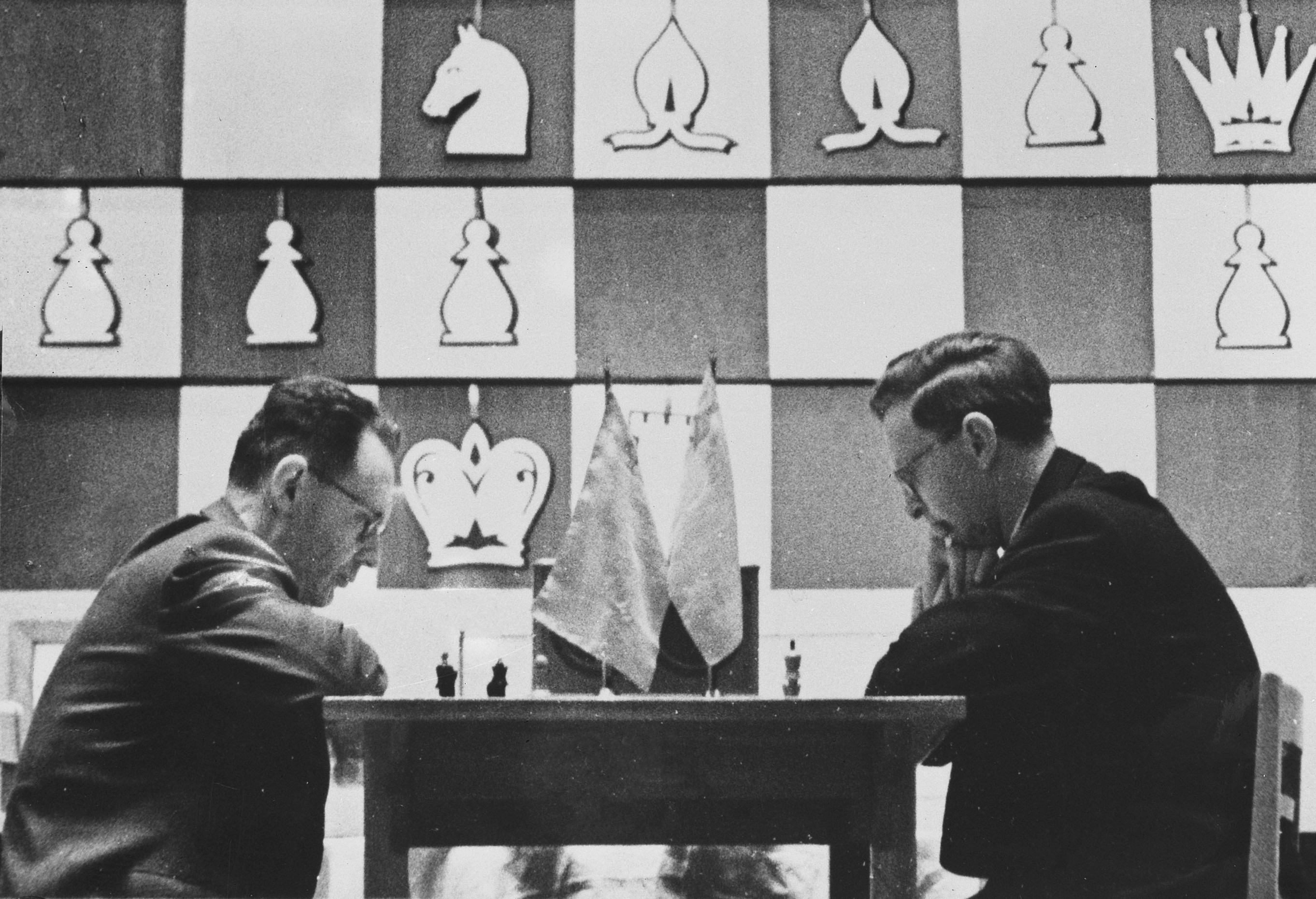
Botvinnik (till vänster) och Smyslov vid VM-matchen 1957

Efter att Aljechin dött 1946 som regerande världsmästare anordnade FIDE 1948 en turnering för att utse hans efterträdare. Deltagare var ex-världsmästaren Max Euwe från Nederländerna, Michail Botvinnik, Paul Keres och Vasilij Smyslov från Sovjetunionen, samt Samuel Reshevsky från USA.
Turneringen vanns av Michail Botvinnik vilket var början på en sovjetisk dominans som, med undantag för Bobby Fischers innehav av VM-titeln 1972-75, sträckte sig fram till Sovjetunionens sammanbrott 1991. Även efter detta fortsatte ryssar att hålla VM-titeln fram till 2007.
Botvinnik innehade VM-titeln till 1963. Han tappade den två gånger under den tiden, 1957 mot Vasilij Smyslov och 1960 mot Michail Tal, men i båda fallen vann han tillbaka den året efter i den returmatch som världsmästaren hade rätt till vid den här tiden (regeln avskaffades efter returmatchen 1961).
Botvinnik anses också vara grundare av den sovjetiska schackskolan som har fostrat flera av hans efterträdare, bland andra Anatolij Karpov och Garri Kasparov.
Efter Botvinnik togs titeln över av Tigran Petrosian (1963) och Boris Spasskij (1969). Schack var vid den här tiden en statsangelägenhet för det sovjetiska kommunistpartiet. Spelare som hamnade i onåd kunde inte spela i väst och det förekom anklagelser om samarbeten eller uppgjorda partier under turneringar. När amerikanen Bobby Fischer slog sig fram till VM-match 1972 sågs det av många som en del av det kalla kriget. Matchen på Reykjavik var omgärdad av kontroverser (även om Spasskij uppträdde korrekt) och Fischer hotade att inte komma till start. Matchen slutade med en klar seger för Fischer som därefter försvann från offentligheten. När han skulle försvara sin titel tre år senare mot Anatolij Karpov så ställde Fischer orimliga villkor och kom inte till start.
Karpov försvarade sin titel två gånger, 1978 och 1981, mot Viktor Kortjnoj som hade hoppat av från Sovjetunionen 1976. Matcherna skuggades av psykologisk krigföring och press på Kortjnojs familj som var kvar i Sovjet.
Den som tog titeln från Karpov blev i stället Garri Kasparov. Kasparov och Karpov utkämpade en serie mycket jämna matcher från 1984 till 1990. I den första gällde fortfarande de av Fischer framförhandlade reglerna om först till sex segrar. Matchen avbröts efter 48 partier och fyra och en halv månads spel med Karpov i dåligt fysiskt skick. En ny match spelades 1985, enligt de gamla reglerna med 24 partier, och där vann Kasparov.
1970 och 1984 spelades matcher mellan Sovjetunionen och övriga världen som båda vanns knappt av Sovjet. Matcherna genomfördes med 10 spelare i varje lag. I den första matchen spelade dansken Bent Larsen på första bordet mot Boris Spasskij och Bobby Fischer på andra bordet mot Tigran Petrosian. I den andra matchen spelade svenske Ulf Andersson på första bordet mot Anatolij Karpov och Jan Timman från Nederländerna på andra bordet mot Garri Kasparov.

### Splittringen av VM-titeln
Från 1948 hade FIDE arrangerat VM enligt ett stabilt schema med titelmatcher var tredje år. 1993 kvalificerade sig Nigel Short för att utmana Garri Kasparov. Kasparov och Short var missnöjda med hur FIDE hanterade matchen och klagade på förekomsten av korruption. De bröt sig därför ur och anordnade en titelmatch i egen regi. FIDE svarade med att anordna egna världsmästerskap men de flesta schackspelare ser inte vinnarna av dessa som riktiga världsmästare.
Under ett antal år fanns alltså konkurrerande världsmästare, ungefär som i professionell boxning. VM-titeln återförenades 2006 när Vladimir Kramnik, som hade slagit Kasparov år 2000, besegrade FIDE:s mästare Veselin Topalov och blev oomstridd världsmästare.

### Titlar och ratingtal
Man hade pratat informellt om mästare och stormästare under slutet av 1800-talet och början av 1900-talet. Tsar Nikolaj II sägs att utnämnt de fem finalisterna i turneringen i Sankt Petersburg 1914 (Aljechin, Capablanca, Lasker, Marshall och Tarrasch) till stormästare.
Schacktitlarna formaliserades 1950 när FIDE utnämnde 27 stormästare (GM) och 94 internationella mästare (IM). En av stormästarna var Gideon Ståhlberg. Kriterierna för att bli stormästare ändrades flera gånger fram till 1970 då de fick en koppling till det nya ratingsystemet.
1970 införde FIDE Elo-rating för att mäta spelarnas relativa styrka. Den första officiella ratinglistan publicerades 1971. De första åren uppdaterades den en gång per år. Senare har den kommit mer frekvent och sedan 2012 publiceras den varje månad.

## 2000-talet

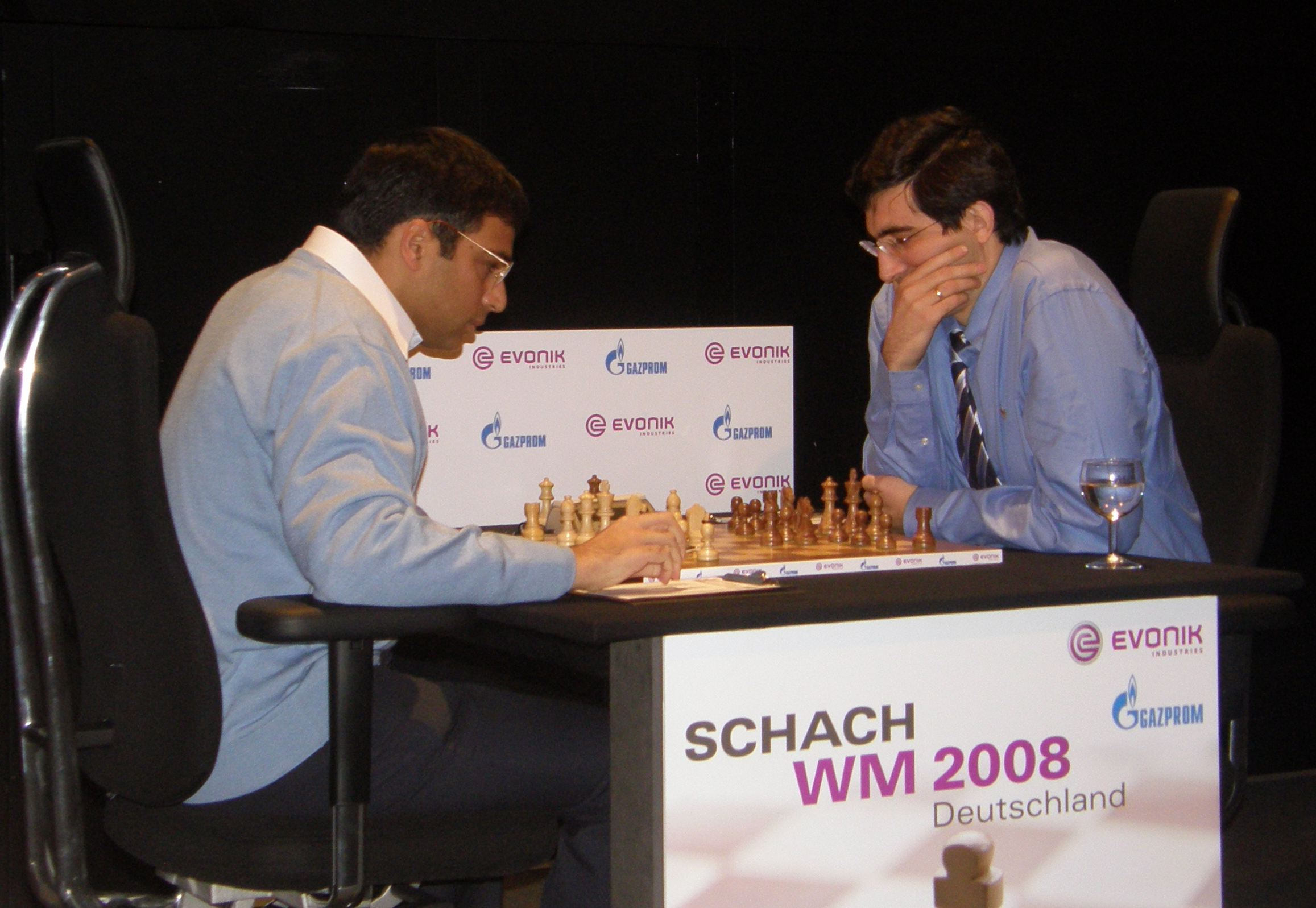
VM-matchen 2008 mellan Viswanathan Anand och Vladimir Kramnik

Efter järnridåns fall har det skett en utjämning och nya nationer finns representerade i världseliten. Det långa sovjetiska och senare ryska innehavet av VM-titeln bröts 2008 när indiern Viswanathan Anand besegrade Vladimir Kramnik. Anand tappade i sin tur titeln till norrmannen Magnus Carlsen 2013. Kina har också fått fram flera starka spelare och efter att de vunnit schackolympiaderna 2014 och 2018, erövrade Ding Liren VM-titeln 2023 när Carlsen avstod från att spela.

### Kortare betänketider
De första tidsbegränsningarna på 1860-talet var 24 drag på två timmar. I takt med att spelarnas teknik blev bättre, blev partierna längre. Tiden ändrades först till 30 och sen till 36 drag på två timmar. Efter andra världskriget blev det vanligt med 40 drag på två och en halv timme.
Fram till 1980-talet förekom fortfarande avbrutna partier där spelet stoppades efter ett antal timmars spel och återupptogs vid ett senare tillfälle. Detta har numera helt upphört, dels för att underlätta planeringen av turneringar, dels för att avbrotten ger spelarna möjlighet att analysera partiet med medhjälpare eller datorer. I stället har man infört flera tidskontroller, till exempel 40 drag på 2 timmar, därefter 20 drag på en timme, och därefter resten av partiet på 30 minuter.
Bättre klockor i början av 1900-talet gav också möjlighet till spel med kortare betänketider, som snabbschack (där varje spelare har upp till en timme) och blixt (där varje spelare har upp till 10 minuter). De viktigaste turneringarna arrangeras fortfarande med klassiska tidskontroller men de snabbare spelsätten har blivit mer och mer populära. Även om partierna inte håller samma kvalitet så ger det mer publikvänliga turneringar.
Sedan 2006 används snabbschackpartier för att avgöra VM-matcher om dessa slutar oavgjort (tidigare var matcherna antingen obegränsade eller så behöll den regerande mästaren titeln vid ett oavgjort resultat). 
Sedan 2012 arrangerar FIDE också officiella VM-turneringar och publicerar separata ratinglistor för snabbschack och blixt. 
Vid spel på Internet används ofta kortare betänketider. Det förekommer också turneringar med ännu kortare tid än blixt, så kallad bullet men betänketider ner till en minut per spelare.
Digitala klockor har till stor del ersatt de mekaniska. Det har möjliggjort mer komplicerade sätt att mäta tiden. 1988 sökte Bobby Fischer patent på en schackklocka som lade till lite tid för varje utfört drag. Detta blev allmänt accepterat under 1990-talet och är idag den allra vanligaste typen av tidskontroll. 
Ett exempel är det allsvenska seriesystemet där betänketiden tidigare var 40 drag på två timmar, därefter en timme för resten av partiet. Numera är tiden 40 drag på 90 minuter, därefter 30 minuter för resten av partiet, samt 30 sekunders tillägg per drag från första draget.
Ett annat exempel är blixtschack som tidigare ofta spelades med fem minuter för hela partiet. Numera är en vanlig tid tre minuter för hela partiet med ett tillägg med två sekunder per drag.
En fördel med detta system är att tiden aldrig tar helt slut för en spelare.

### Schackdatorer och internet
Utvecklingen av schackdatorer och internet har haft en stor påverkan på schackspelet.
Partidatabaser har ersatt böcker och tidskrifter som informationskälla för förberedelser 
Den teoretiska utvecklingen av schackspelande datorer började runt 1950 med arbete av Alan Turing och Claude Shannon. På 1980-talet blev datorerna så starka att de kunde utmana de bästa spelarna och 1997 besegrade för första gången en schackdator (Deep Blue) en regerande världsmästare (Garri Kasparov) i en match. Den hade specialbyggd hårdvara men under 2000-talet har schackprogrammen blivit så starka på vanliga kommersiella datorer att partier mellan människor och datorer blivit ointressanta. Det har givit alla spelare tillgång till nya verktyg för att förbereda och analysera partier.
Internet har inte bara revolutionerat informationsspridningen utan också gett nya sätt att spela schack. Det inleddes i början av 1990-talet med spel på Internet Chess Server (ICS), senare kommersialiserat som Internet Chess Club (ICC). Idag finns ett stort antal arenor på nätet där det går att spela i olika former. Större, vanliga tävlingar direktsänds också på internet med kommentarer och analyser. Under Covid-19-pandemin ställdes många traditionella turneringar in och ersattes av snabbschack- och blixtturneringar på nätet.